# Catharina Charlotta De la Gardie

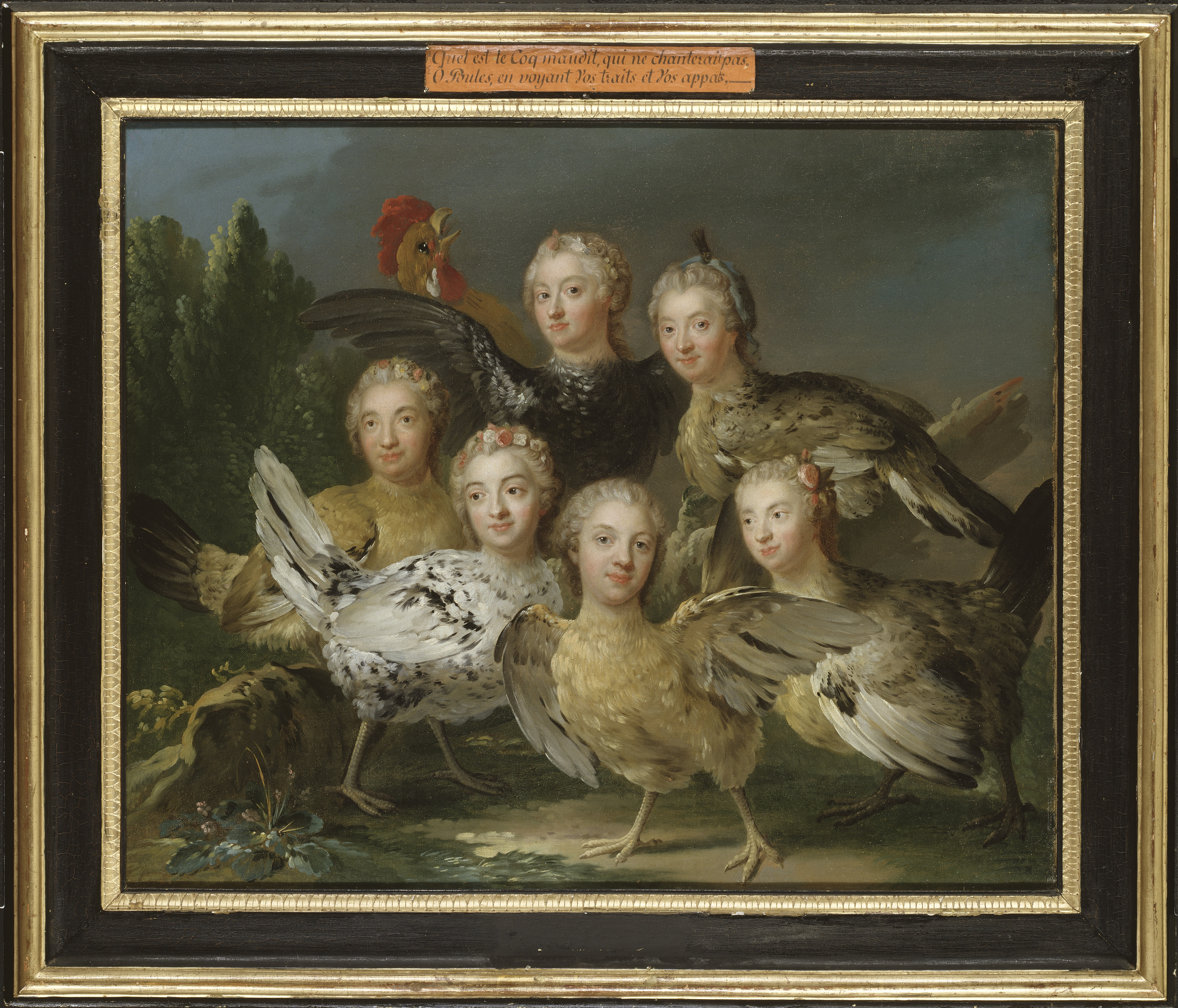
Hönstavlan av Johan Pasch och Johan Henrik Scheffel från 1747, föreställande Lovisa Ulrikas sex hovfröknar: Ernestine von Griesheim, Henrica Juliana von Liewen, Charlotta Sparre, Ulrika Strömfelt, Agneta Strömfelt och Cathérine Charlotte Taube.

För Karl X Gustavs systerdotter med samma namn, se Catharina Charlotta De la Gardie (1655–1697).
Catharina Charlotta De la Gardie, född Taube af Odenkat, född 5 april 1723, död 24 mars 1763, var en svensk grevinna, hovfunktionär och intellektuell. Hon blev främst berömd för två handlingar: för att ha varit den som genom sitt exempel i realiteten införde koppympningen i Sverige och för att ha stoppat den sista häxprocessen i Sverige.

## Biografi
Catharina Charlotta De la Gardie var dotter till friherre (sedermera greve) Edvard Didrik Taube af Odenkat och hans hustru Kristina Maria Falkenberg och syster till Hedvig Taube och svägerska till Eva Ekeblad. Hon var hovfröken hos kronprinsessan Lovisa Ulrika 1744–1748. Hon gifte sig 1748 med greve Pontus Fredrik De la Gardie.
De la Gardie hade fått en bristfällig undervisning, som endast bestod av att lära sig tillräckligt många kunskaper för att verka tilldragande i sällskapslivet. Hon skaffade sig sedan själv en hög bildning som autodidakt. Hon beskrivs som begåvad, modig, fördomsfri och klarsynt, och som en anhängare av upplysningstiden. 1737 blev hon under namnet »överste Charles Dollfeder» ledare för ungdomsklubben Livskvadronen, där hon inledde en livslång vänskap med Olof von Dahlin. Hon verkade betrakta sin syster Hedvig Taubes ställning som kunglig mätress som naturlig och förmånlig och tillbringade ofta tid som hennes gäst.
Efter sitt giftermål 1748 ska hon ha ägnat sig åt filantropi. Hon var bekant med många av Sveriges ledande gestalter inom kultur och vetenskap, bland andra Carl von Linné och Hedvig Charlotta Nordenflycht.
Koppympningen infördes formellt i Sverige år 1756, och bland de första att följa direktivet var samma år Catharina Charlotta Ribbing. Men misstron och oviljan hos allmänheten var stor, och det fanns en stor motvilja mot att lyda rekommendationen. De la Gardie lät därför ympa sig själv och sina egna barn. Hennes exempel fick även allmogen på hennes gods Sjöö att ympa sig och sina barn. Först då fick denna livräddande metod sitt genombrott.
Hennes andra berömda förtjänst var hennes ingripande i landets sista häxprocess, häxprocessen i Ål. Tolv kvinnor från Åls socken i Dalarna hade förföljts från 1757, arresterats och utsatts för tortyr, tills de 1761 erkände att de utövat trolldom. Dessa kvinnor skulle ha blivit avrättade för häxeri, de första som avrättats för häxeri i landet sedan Anna Eriksdotter 1704, om inte Cathérine Charlotte De la Gardie, vilken under en resa i Dalarna 1758 bevittnat processen, hade ingripit och stoppat häxprocessen genom att ordna en resning i målet. De anklagade blev då frikända från anklagelserna och frisläppta, och De la Gardie såg också till att de fick skadestånd från hennes privata förmögenhet, eftersom tortyren hade gjort dem oförmögna att arbeta. Adeln lät slå en guldmedalj som de gav henne som minne av denna modiga handling, med inskriptionen: Charlotta Taube, comitissa De la Gardie, och på den andra sidan en grönskande stubbe (Taubeska vapnet) med överskriften: Fulcrum infelicibus (de olyckliges stöd), samt nederst: Ob XII ab injuria servatos cives Ordo R. Equ. 1761.
De la Gardie var inblandad i ett triangeldrama som utspelade sig vintern 1762–1763. Det har skildrats av Hedvig Charlotta Nordenflycht genom dennas mest lästa dikt, Öfver en Hyacint, 1762, som är en kärleksförklaring till en yngre man, Johan Fischerström, som kom att bli Nordenflychts sista kärlek och som även var inspektor på De la Gardies gods. De senare dikterna handlar om triangeldramat mellan dessa två och De la Gardie. Triangeldramat förorsakade en brytning mellan Nordenflycht och De la Gardie, som enligt samtiden ska ha försvagat De la Gardies hälsa och lett till hennes död.
Catharina Charlotta De la Gardie avled vid 39 års ålder efter att ha smittats av en dödlig sjukdom då hon vårdade sårade.